# Aethia
Aethia es un género de aves caradriformes de la familia Alcidae conocidas vulgarmente como mérgulos. Son aves marinas emparentadas con las alcas, los frailecillos y los araos.

## Especies
El género Aethia incluye cuatro especies:
- Aethia psittacula - mérgulo lorito
- Aethia pusilla - mérgulo mínimo
- Aethia pygmaea - mérgulo bigotudo
- Aethia cristatella - mérgulo empenachado